# Penguin Group
Penguin Group este o editură comercială de carte care face parte din grupul Penguin Random House, care este deținută de conglomeratul media german Bertelsmann. Noua companie a fost creată printr-o fuziune care a fost finalizată pe 1 iulie 2013, în care Bertelsmann a deținut inițial 53% din compania mixtă și Pearson PLC controlând inițial restul de 47%. Din 18 decembrie 2019, compania este deținută în întregime de Bertelsmann.
Penguin Books are sediul în City of Westminster, Londra.
Divizia sa britanică este Penguin Books Ltd. Alte divizii separate sunt localizate în Statele Unite ale Americii, Irlanda, Noua Zeelandă, India, Australia, Canada, China, Brazilia și Africa de Sud.

## Istoric
Editura Penguin Books Ltd. (fondată în 1935) din Marea Britanie a fost cumpărată de Pearson Longman în 1970.
Penguin Group (USA) Inc. a fost format în 1996, ca urmare al fuziunii între Penguin Books USA și Putnam Berkley Grup. Compania nou formată a fost numită inițial Penguin Putnam Inc., dar în 2003 și-a schimbat numele în Penguin Group (USA) Inc. pentru a reflecta gruparea tuturor companiilor Penguin din întreaga lume sub umbrela propriei divizii Penguin Group a companiei Pearson PLC.
Diferitele companii Penguin folosesc multe mărci editoriale, multe dintre ele fiind de fapt edituri de sine stătătoare. Penguin Group (USA) Inc. operează, de asemenea, propriile sale birouri de înregistrări vocale, având încheiate contracte de realizare de cărți audio pentru mulți dintre autorii editurii. În 2011 comunitatea editorială on-line Book Counry a fost lansată ca o subsidiară a Penguin Group USA.
În aprilie 2012, Departamentul de Justiție al SUA a depus o plângere, deschizând acțiunea Statele Unite ale Americii v. Apple Inc., în care companiile Apple, Penguin, și alte patru edituri majore au apărut în calitate de inculpate. Potrivit plângerii companiile au conspirat la stabilirea de prețuri fixe pentru e-book-uri și la slăbirea poziției pe piață a companiei Amazon.com, încălcând legislația antitrust. În decembrie 2013 un judecător federal a decis că s-a încălcat legislația prin stabilirea acelei înțelegeri, iar Penguin și celelalte edituri au fost condamnate să plătească despăgubiri clienților care au plătit în plus pentru cărți, din cauza stabilirii unor prețuri fixe.
În octombrie 2012 Pearson a intrat în discuții cu conglomeratul rival Bertelsmann cu privire la posibilitatea combinării grupurilor editoriale Penguin Group și Random House. Cele două edituri erau considerate două dintre cele șase mari edituri, înainte de fuziune, care au devenit cele cinci mari edituri după finalizarea unirii. Uniunea Europeană a aprobat fuziunea Penguin Random House la data de 5 aprilie 2013; Pearson deține 47% din controlul noii companii.

## Mărci
Printre mărcile Penguin Group sunt incluse următoarele:
- Avery Publishing[12]
- Berkley Books
  - Ace Books
  - Jove Books
  - New American Library (NAL)
    - E. P. Dutton
    - Dutton Children's
    - Plume
    - Obsidian
    - Onyx
    - Roc Books
    - Signet Books
    - Signet Classics
    - Signet Eclipse
    - Topaz
- Cartoon Network Books
- Companhia das Letras (70%)
- Dial Press
  - Dial Books
  - Dial Books for Young Readers
- DK
  - Alpha Books
  - DK Eyewitness Travel
- Firebird Books
- Frederick Warne & Co
- G. P. Putnam's Sons
  - Amy Einhorn
  - Marian Wood
  - Coward-McCann
  - G. P. Putnam's Sons Books for Young Readers
- Grosset & Dunlap
  - Charter Books (Ace Charter)
  - Bedtime Stories
  - Junior Library
  - Platt & Munk
- HP Books (fondat în 1964, în primul rând ca o editură de cărți auto)[13]
- Kokila[14]
- Ladybird Books
- Pamela Dorman Books
- Pelican Books
- Penguin Books
  - Awa Press[15]
  - Hamish Hamilton
  - Michael Joseph
  - Penguin Classics
  - Penguin Press (fondat în 2003, pentru literatură de non-ficțiune și ficțiune)[16]
  - Penguin Young Readers Group
    - Price Stern Sloan
    - Puffin Books

  - Viking Press
    - Viking Children's
- TarcherPerigee[17]
- Philomel Books
- Portfolio
- Razorbill
- Riverhead Books
- Sentinel
- Speak